# Puin

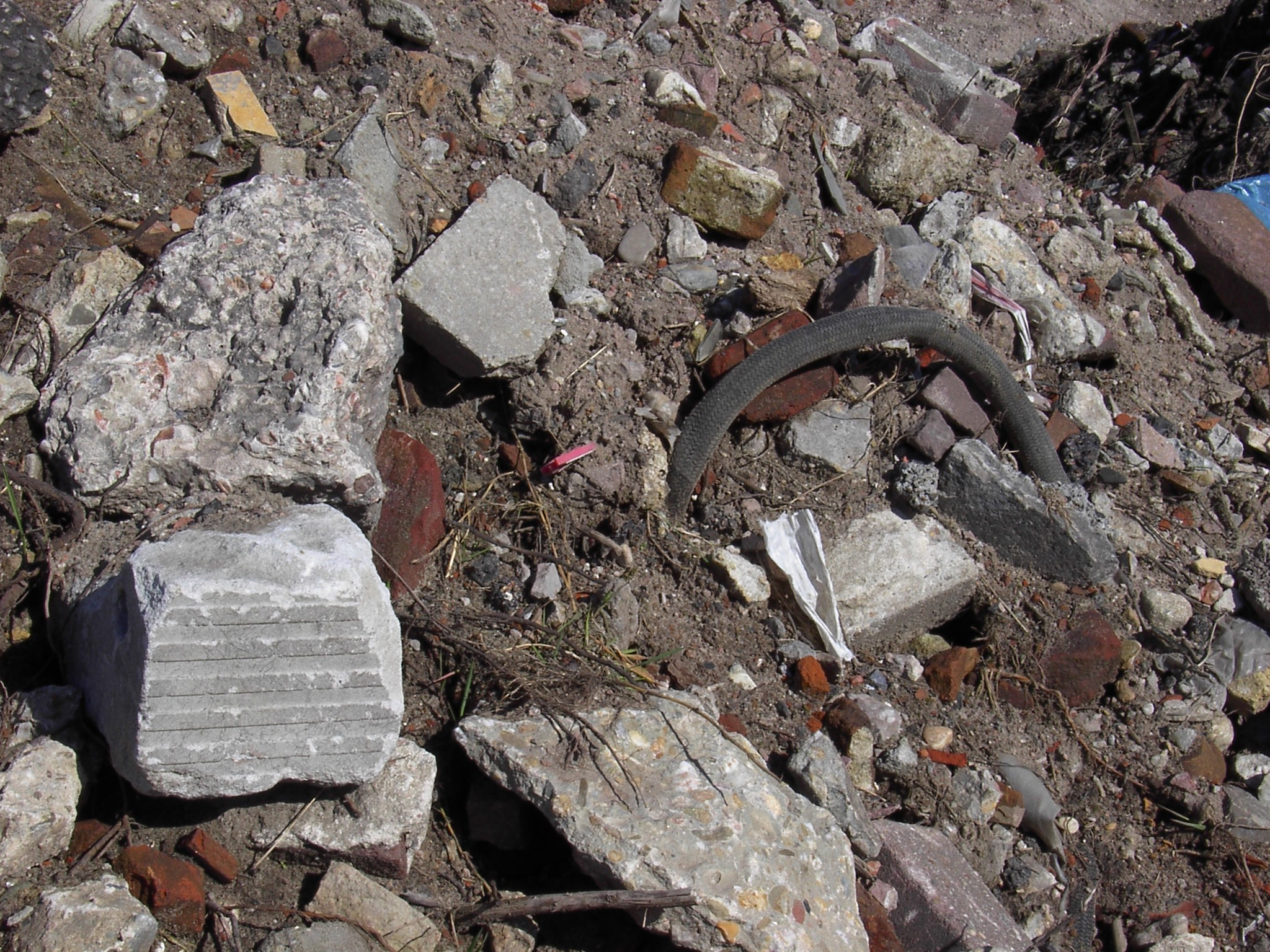
Puin.

Puin is  afvalmateriaal annex grondstof dat bestaat uit losse brokstukken, grotendeels bestaande uit stenen en beton, van gesloopte of ingestorte gebouwen, viaducten, bruggen en andere objecten. 
Puin kan worden hergebruikt voor het aanleggen van wegen en het ophogen van dijken. Uiteraard zijn er nog meer toepassingen waar er ruimten moeten worden opgevuld, of een stevige fundering moet worden gelegd. Als granulaat kan het grind vervangen.
Puin wordt vaak gescheiden opgehaald van de rest van het afbraak-afval, omdat het nog te hergebruiken is. Daarom wordt er vaak ook een lager tarief gerekend wanneer het puin apart wordt aangeleverd, gescheiden van het overige afval. 